# Luopasjaureh (Jukkasjärvi socken, Lappland)
Luopasjaureh, Luobasjávrrit, är en sjö i Kiruna kommun i Lappland och ingår i Torneälvens huvudavrinningsområde. Sjön har en area på 0,166 kvadratkilometer och ligger 656,1 meter över havet.

## Delavrinningsområde
Luopasjaureh ingår i det delavrinningsområde (756907-165476) som SMHI kallar för Inloppet i Nakerjaure. Medelhöjden är 764 meter över havet och ytan är 47,58 kvadratkilometer. Räknas de 2 avrinningsområdena uppströms in blir den ackumulerade arean 111,71 kvadratkilometer. Nakerätno som avvattnar avrinningsområdet har biflödesordning 2, vilket innebär att vattnet flödar genom totalt 2 vattendrag innan det når havet efter 449 kilometer. Avrinningsområdet består mestadels av skog (14 procent) och kalfjäll (84 procent). Avrinningsområdet har 0,53 kvadratkilometer vattenytor vilket ger det en sjöprocent på 1,1 procent.